# Juan Pablo Cárdenas Squella
Pour les articles homonymes, voir Cárdenas.
Juan Pablo Cárdenas Squella est un journaliste chilien né le 1er décembre 1949.
Journaliste réputé pour son opposition au régime militaire selon reporters sans frontières, il est également professeur à l’Université du Rosario.